# Dewanganj
Dewanganj (nepalski: देवानगञ्ज) – gaun wikas samiti we wschodniej części Nepalu w strefie Kośi w dystrykcie Sunsari. Według nepalskiego spisu powszechnego z 2001 roku liczył on 1111 gospodarstw domowych i 6498 mieszkańców (3122 kobiet i 3376 mężczyzn).